# Frank Gehry
Frank O. Gehry, Frank Owen Gehry (* 28. února 1929 Toronto, jako Ephraim Owen Goldberg) je americko-kanadský architekt, v Česku známý jako jeden z autorů Tančícího domu.

## Život
Narodil se v roce 1929 v kanadském Torontu v chudé rodině druhé generace polských židů (jeho dědeček odešel z Lodže v roce 1908). Už jako malé dítě si stavěl města ze zbytků dřeva. V roce 1947 se i s rodinou přestěhoval do Los Angeles, začal pracovat jako řidič rozvážkového vozu a studovat vysokou školu. Roku 1952 se oženil s Anitou Snyder, která mu později poradila, aby si změnil jméno na Franka Gehryho.
V roce 1951 absolvoval architekturu na University of Southern California, poté absolvoval stáž u architekta Victora Gruena v Los Angeles. V letech 1956–57 studoval urbanismus na Graduate School of Design Harvardovy univerzity. Poté dva roky pracoval s architekty Pereirou a Luckmanem v Los Angeles), v roce 1961 pak s architektem André Remondetem v Paříži.
V roce 1962 založil vlastní firmu Frank O. Gehry Associates v Los Angeles. Zpočátku pracoval na projektech obchodních center a podobných komerčních zakázkách. Během 70. let se často stýkal se soudobými losangeleskými umělci a jejich tvorba ho začala ovlivňovat. První stavbou v experimentálním stylu byla přestavba a přístavba jeho vlastního rodinného domu v Santa Monice v letech 1978–1979 pro novou rodinu, v roce 1975 se totiž Gehry znovu oženil (s předchozí manželkou se rozvedl v roce 1966) s Bertou Isabel Aguilerou, se kterou žije dodnes.

## Projekty a realizace
(výběr)

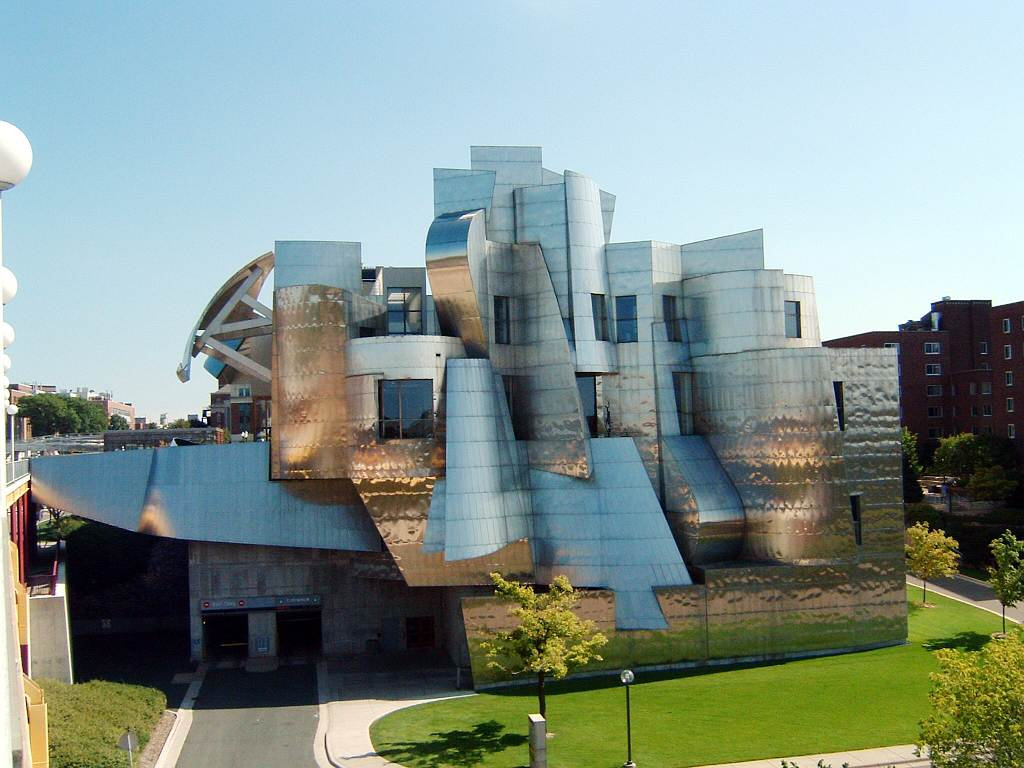
Weisman Art Museum v Minneapolis

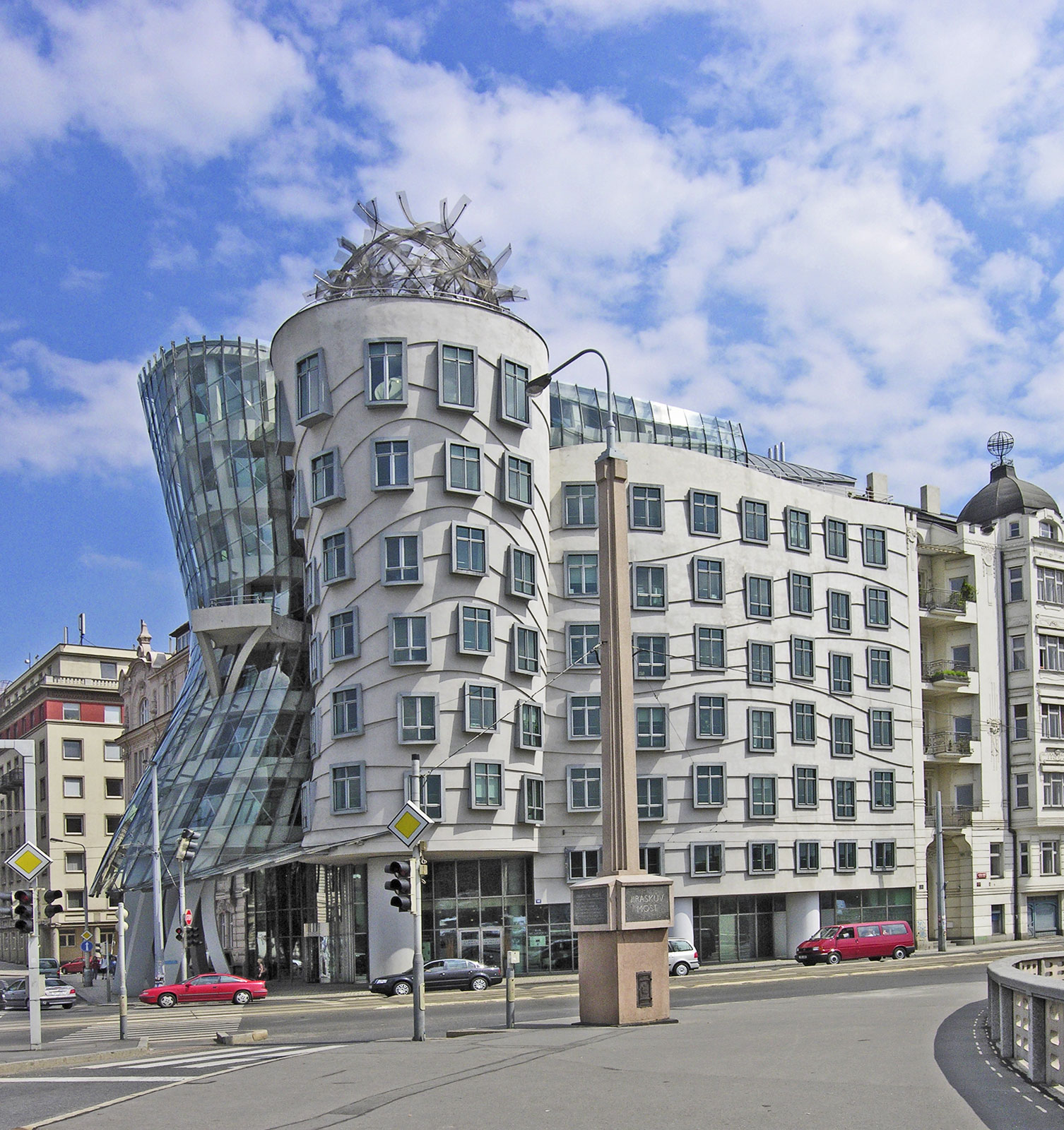
Tančící dům v Praze

- vlastní rodinný dům – Santa Monica, Kalifornie, USA - 1979
- Santa Monica Place – Santa Monica, Kalifornie, USA – 1980
- Engineering Center University of California – Irvine, Kalifornie, USA – 1988
- Edgemar Development – Santa Monica, Kalifornie, USA – 1988
- Vitra Design Museum – Weil am Rhein, Německo – 1989
- Schnabel Residence – Brentwood, Kalifornie, USA – 1989
- Chiat Day – Venice, Kalifornie, USA – 1991
- Centrum Vitra – Birsfelden, Švýcarsko – 1994
- American Center – Paříž, Francie – 1994
- Guggenheimovo muzeum – Bilbao, Španělsko – 1997
- Tančící dům, spolu s Vladem Milunićem – Praha – 1996
- Experience Music Project – Seattle, USA – 2000
- DZ Bank – Berlín, Německo – 2001
- Walt Disney Concert Hall – Los Angeles, USA – 2003
- Millennium Park – Chicago, USA – 2004
- Ray and Maria Stata Center (MIT budova 32) – Cambridge, Massachusetts, USA – 2004

## Ocenění
- Pritzkerova cena (1989)
- Premium Imperiable (1992)
- Wolfova cena za umění (1992)
- Zlatá medaile AIA (1999)
- Zlatá medaile RIBA (2000)

## Další fotografie

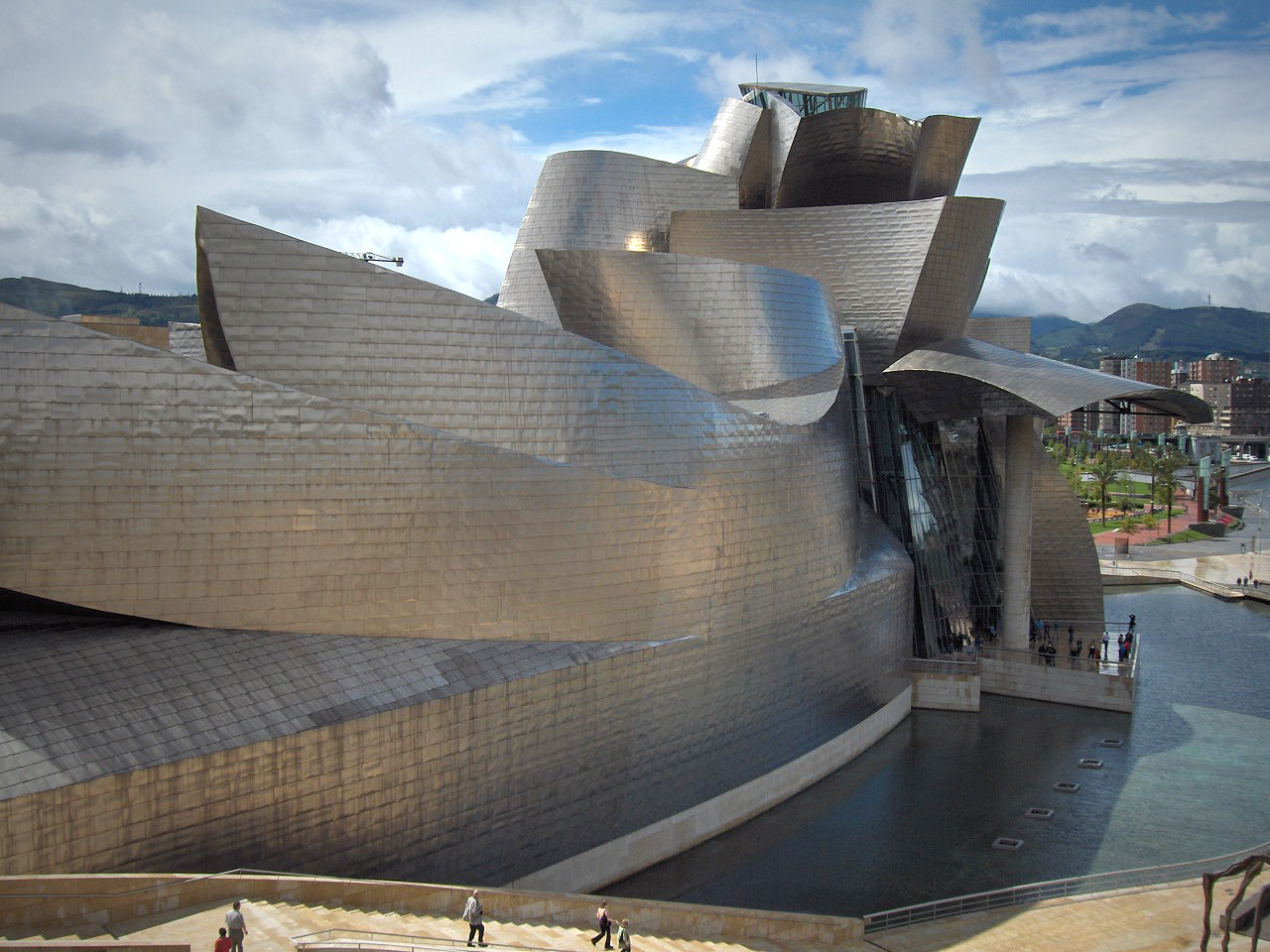
Guggenheimovo muzeum Bilbao
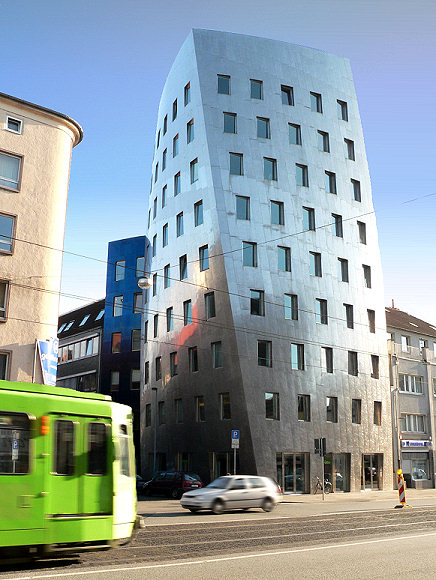
Gehry Tower v Hannoveru
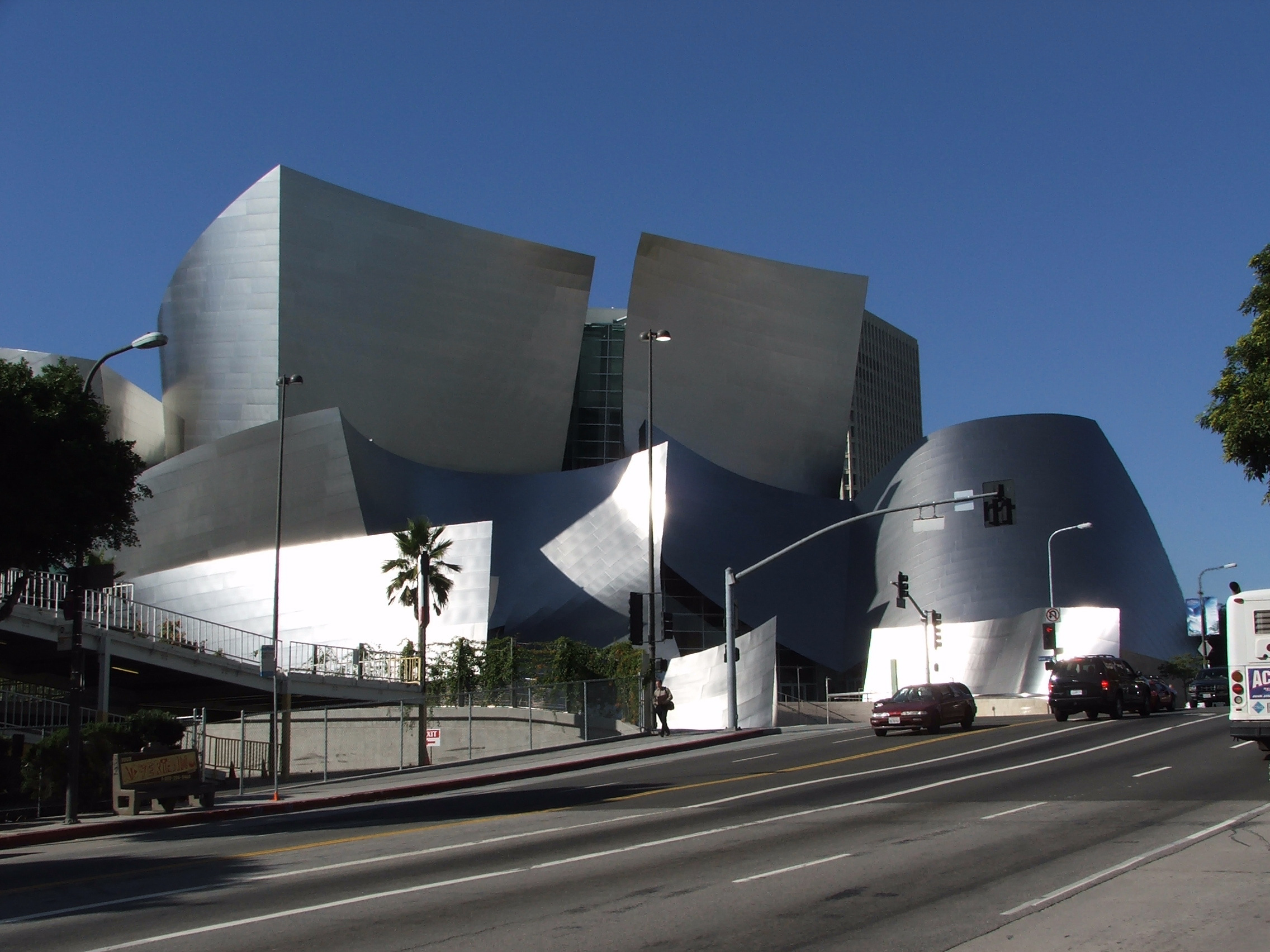
Walt Disney Concert Hall v Los Angeles
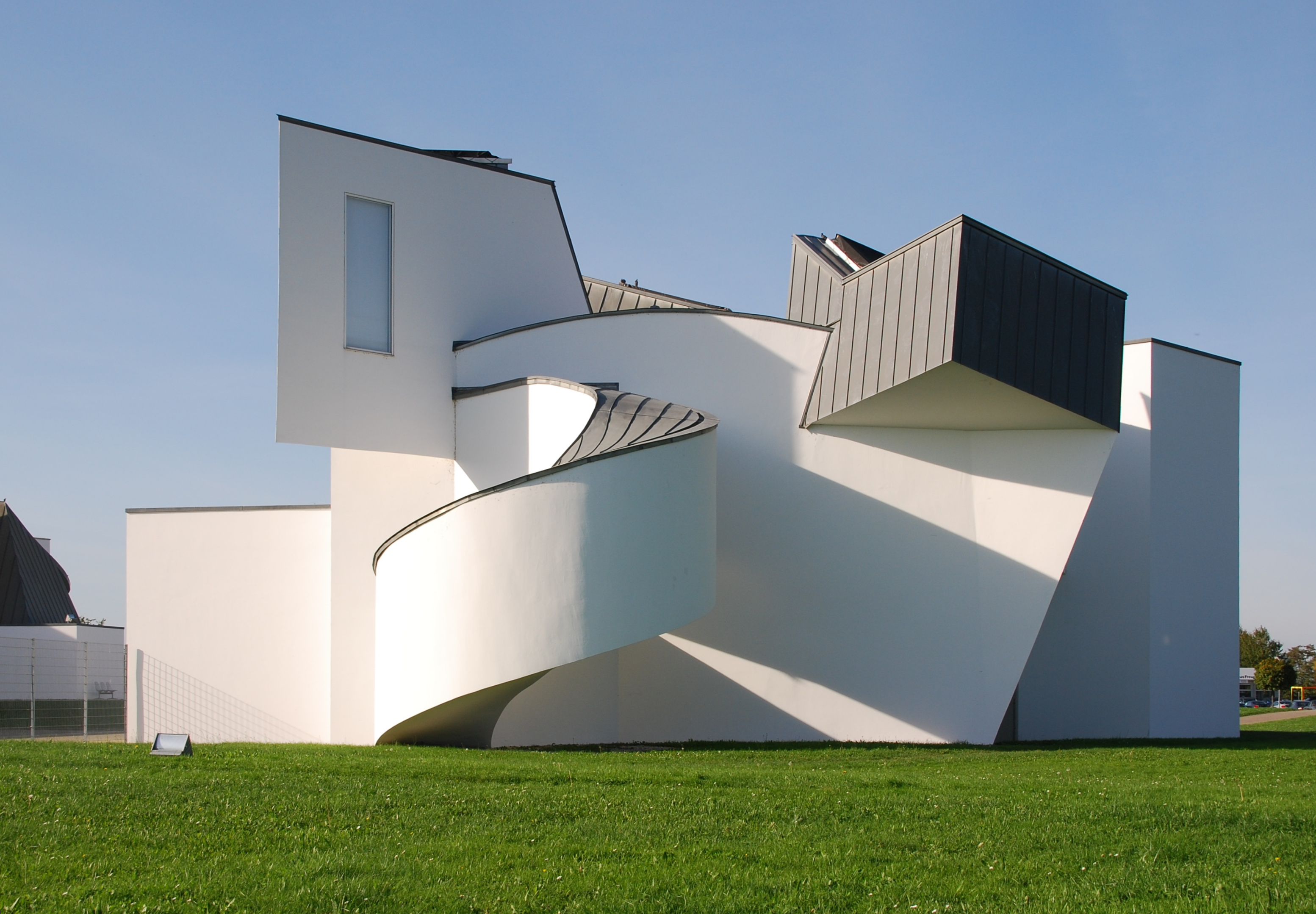
Vitra Design Museum ve Weil am Rheinu v Německu
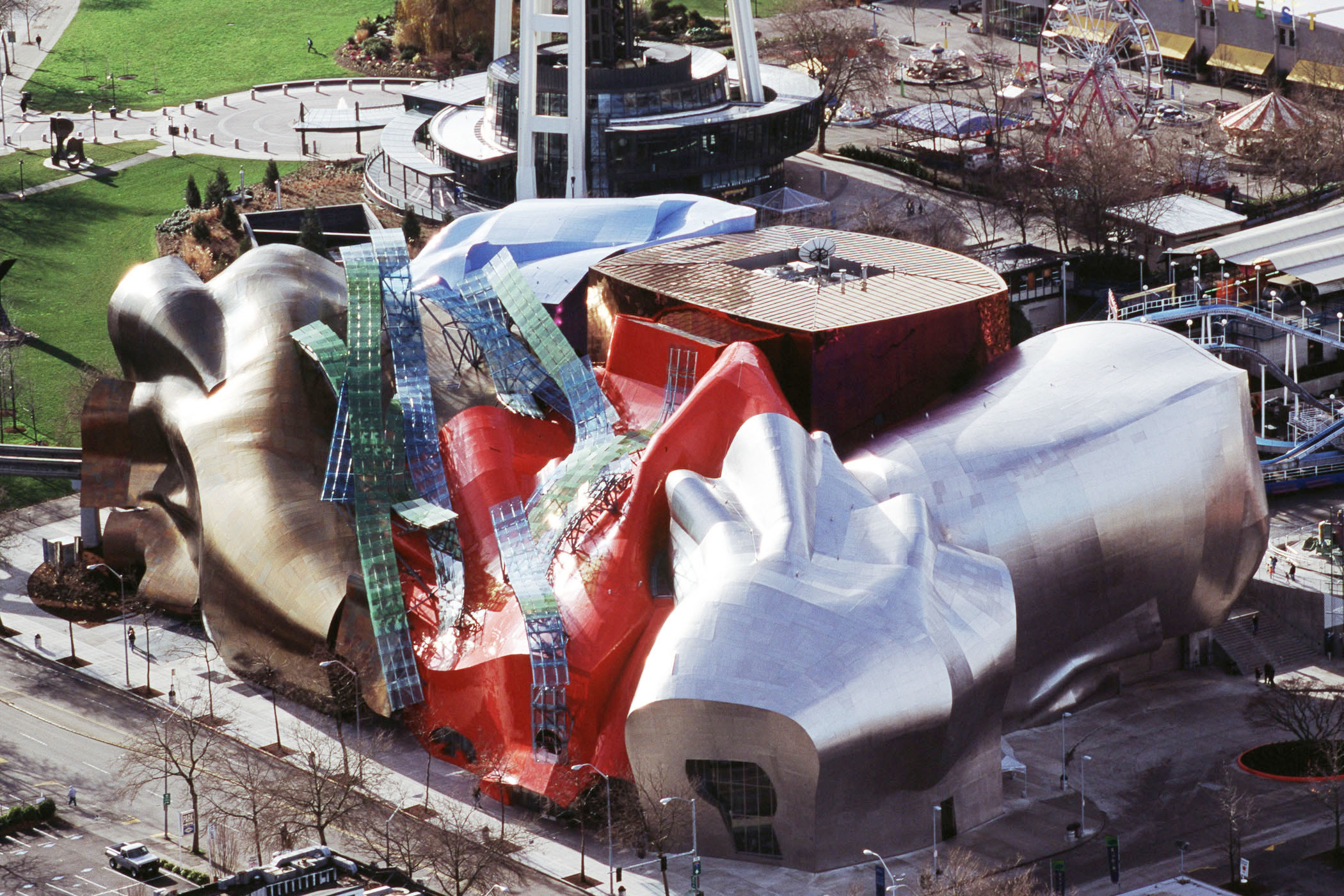
Muzeum Experience Music Project v americkém městě Seattle
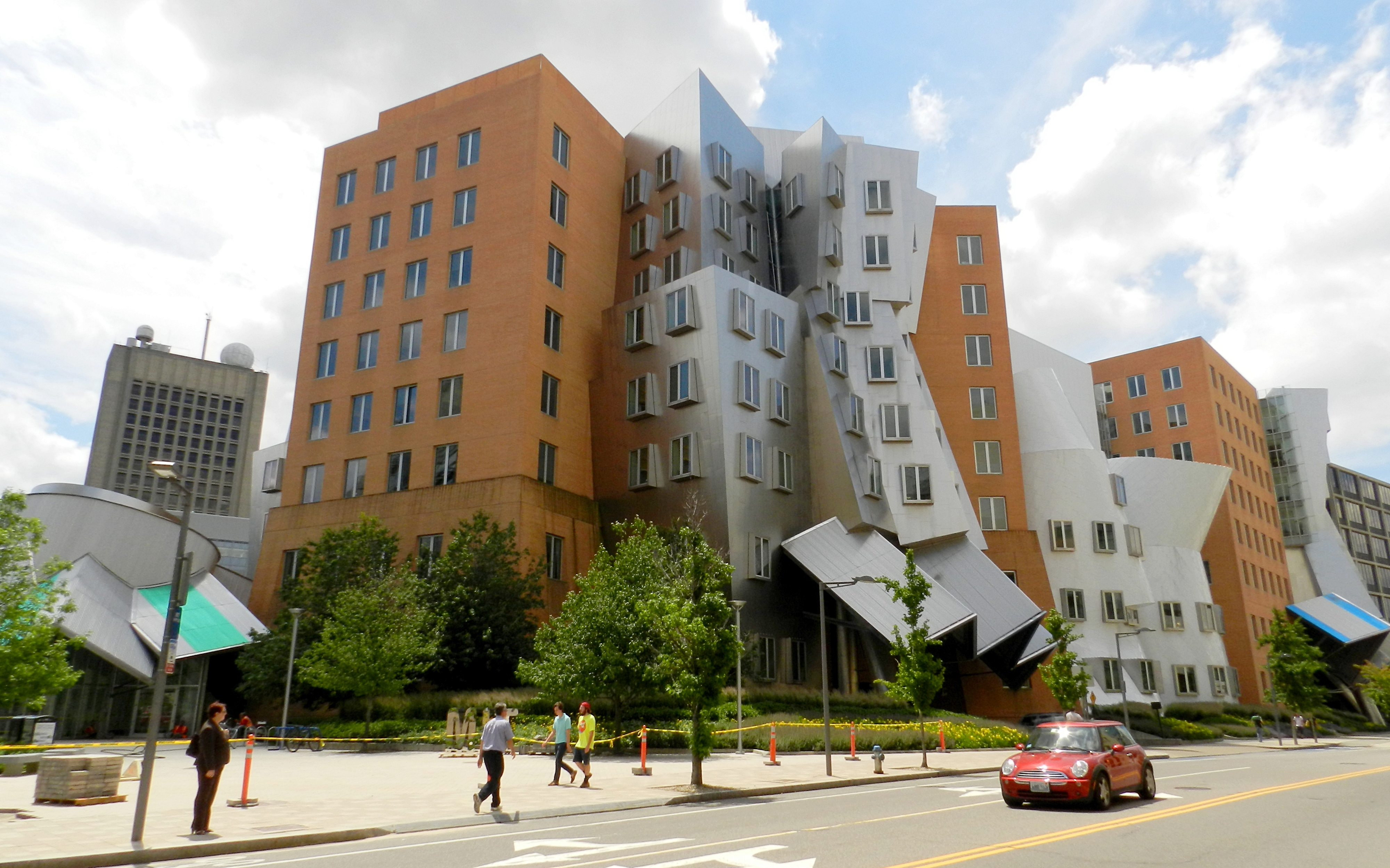
Ray a Maria Stata Centrum v Massachusetts
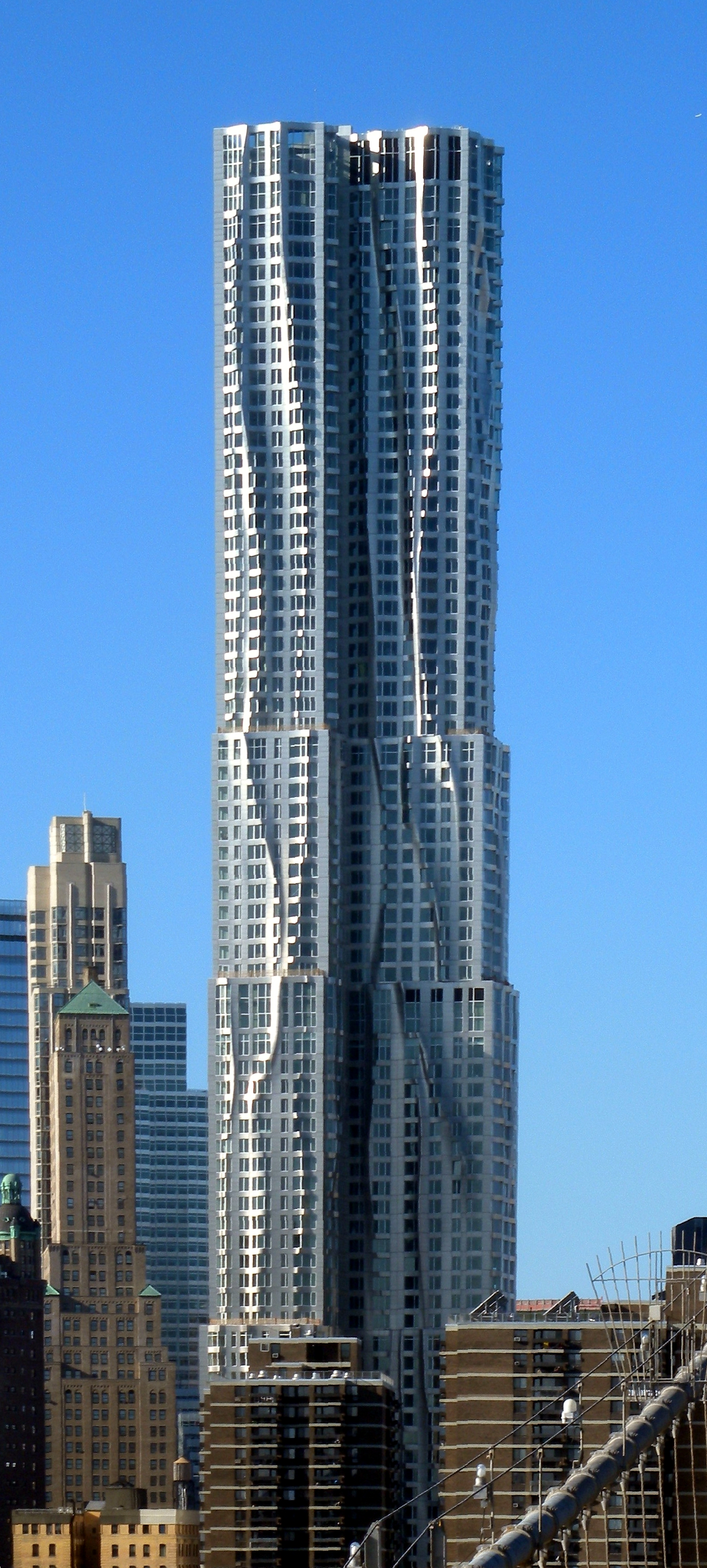
8 Spruce Street v New Yorku
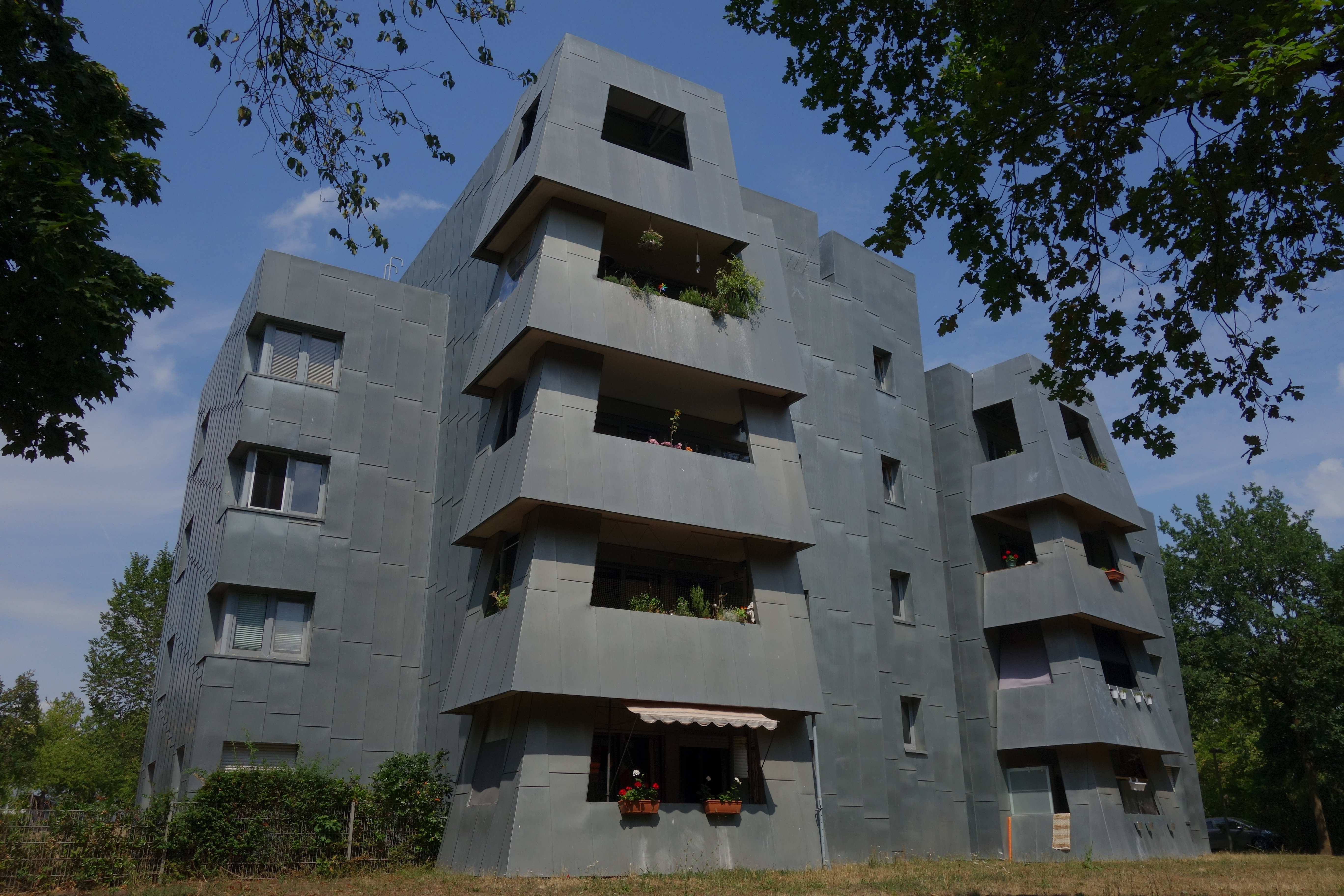
Sociální bydlení ve Frankfurtu